# Legio X Equestris
Legio X Equestris byla římská jízdní legie. Založil ji v roce 61 př. n. l. Julius Caesar, když byl guvernérem v provincii Hispania Ulterior. Desátá byla první legie založená osobně Caesarem a pravděpodobně jí nejvíce důvěřoval. Legie hrála velmi významnou roli během Galských válek. Účastnila se jak bitvy u Gergovie, tak u Alesie a mnoha dalších.
Legio X Equestris byla rozpuštěna roku 45 př. n. l., jejím vysloužilým legionářům pak byly přiděleny pozemky v Gallii Narbonensis. Znovuobnovena byla za druhého triumvirátu triumvirem M. Aemiliem Lepidem jako Legio X Veneria. Opět ji nechal rozpustit princeps C. Octavianus Augustus pro vzpouru. Byla pak doplněna legionáři jiných legií a znovu ustanovena jako Legio X Gemina.